# Waldbrände in den borealen Wäldern der Nordhalbkugel 2019

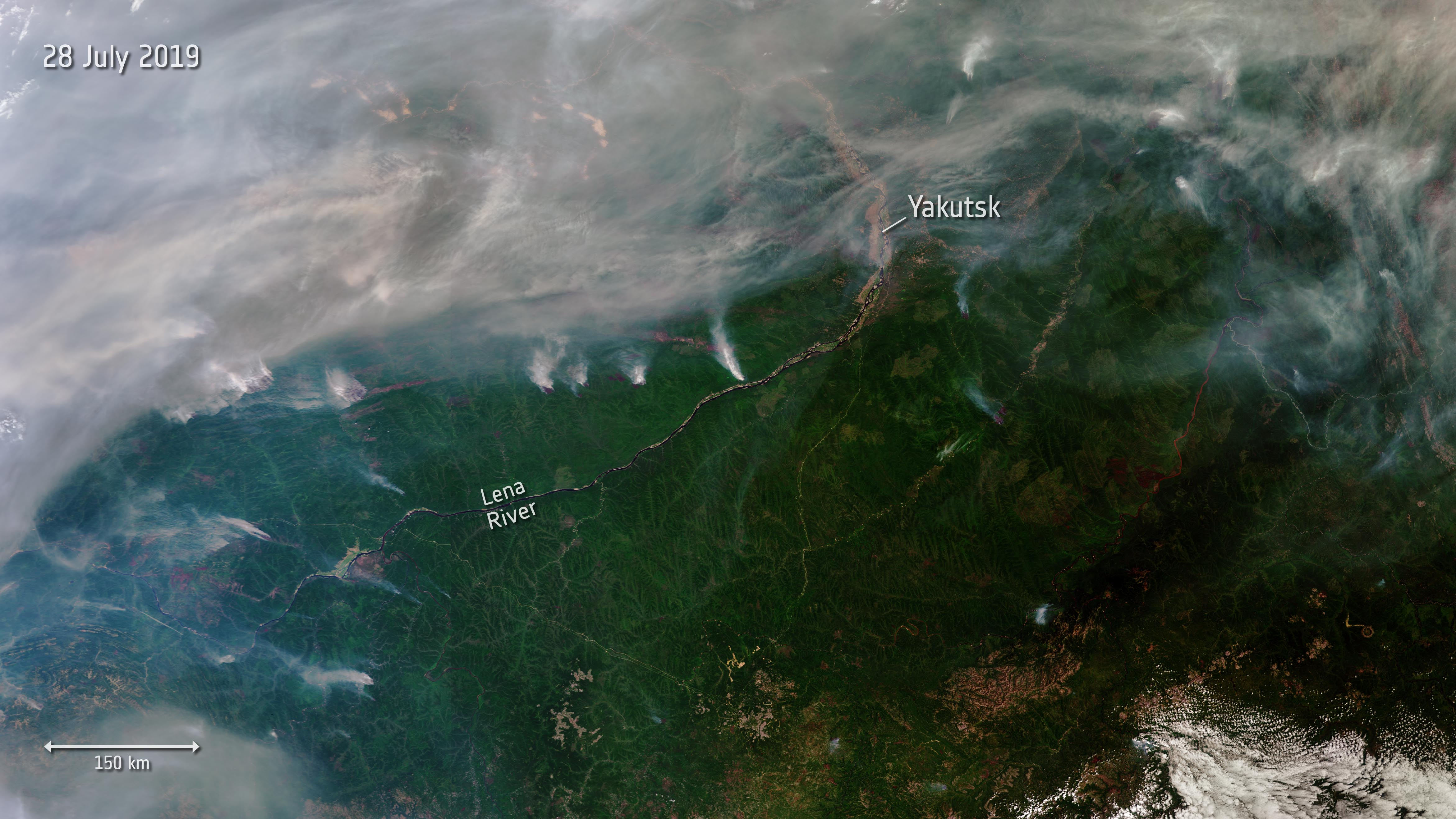
Bild vom Sentinel-3 der ESA, das am 28. Juli 2019 aus dem Weltraum aufgenommen wurde: Das Bild zeigt eine Reihe von Bränden und Rauchfahnen in der Republik Sacha. Die russische Großstadt Jakutsk, der Fluss Lena und die Mitteljakutische Niederung im Allgemeinen sowie – am unteren Bildrand – das Aldanhochland sind zu erkennen.

Bei den Waldbränden in den borealen Wäldern der Nordhalbkugel handelte es sich um großflächige Waldbrände, die im Jahr 2019 in auf dem Gebiet Kanadas, in Alaska, Grönland und im großen Maß im Osten Russlands – ausgebrochen sind.  Ende Juli waren allein in Sibirien bereits mehr als drei Millionen Hektar abgebrannt. 13,4 Millionen Hektar Wald brannte laut Greenpeace in dem Zeitraum bei Waldbränden auf der Nordhalbkugel nieder.
Das Copernicus Atmosphere Monitoring Service (CAMS) meldete, seit Anfang Juni seien mehr als 100 Waldbrände innerhalb des Polarkreises registriert worden.

## Russland

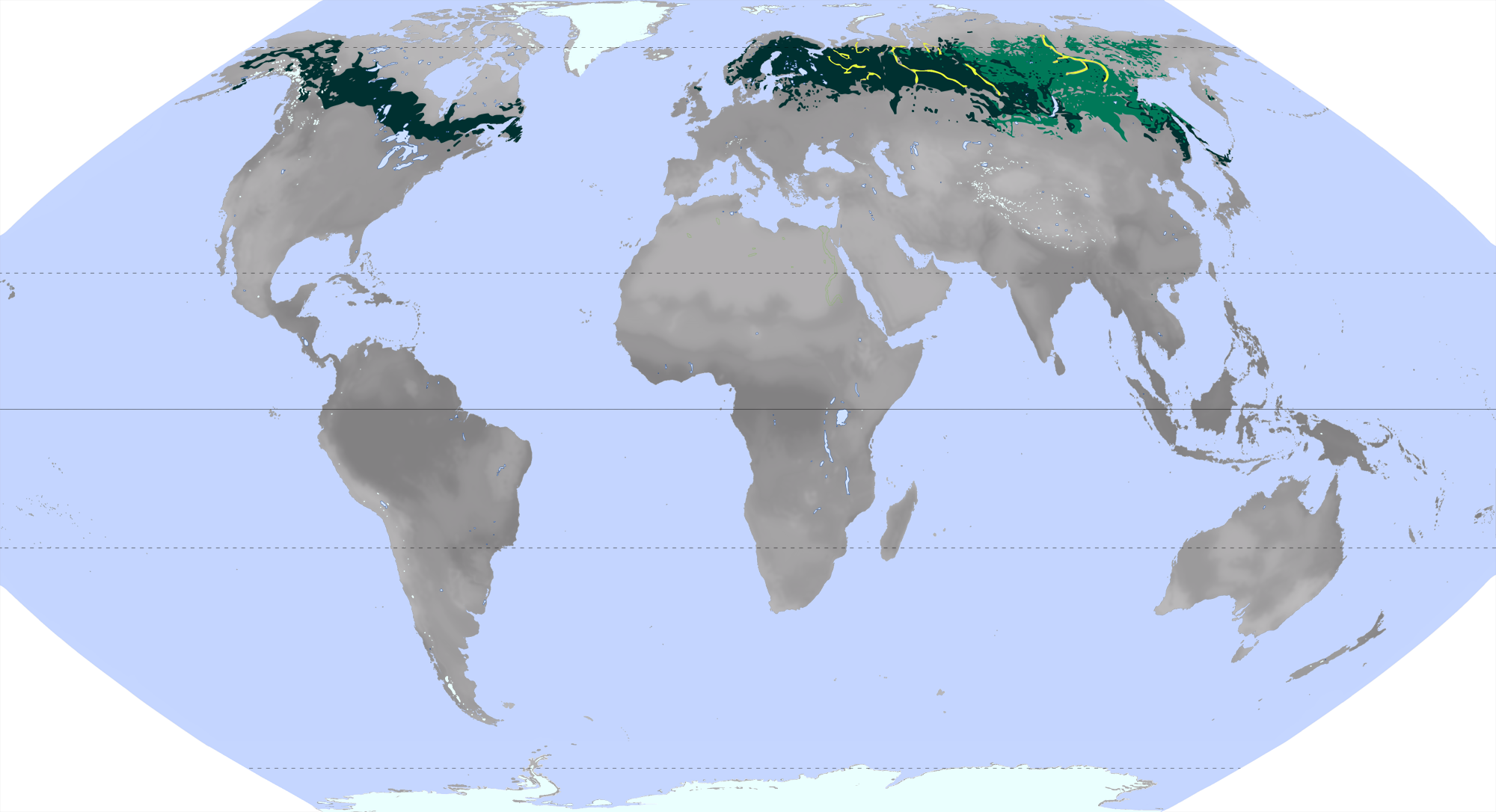
Lage der borealen Nadelwälder mit Untergliederung

Bis Anfang August zerstörten die Feuer in Sibirien drei Millionen Hektar Wald. Stark betroffen waren die Republik Sacha und die Region Krasnojarsk; beide liegen in Sibirien.
Der bis jetzt entstandene wirtschaftliche Schaden an der Taiga wurde auf 2,4 Milliarden Rubel (33 Millionen Euro) geschätzt. Laut den russischen Forstbehörden lagen Anfang August 2019 121 Siedlungen in der unmittelbar betroffenen Zone, insgesamt seien bislang 800 Orte in Russland und Kasachstan betroffen gewesen. Laut Greenpeace wurden seit Jahresbeginn mehr als 13,4 Millionen Hektar Wald vernichtet.
Ende September gaben die Behörden bekannt, dass sämtliche Waldbrände in Sibirien gelöscht sind. Im Jahr 2020 begannen die Waldbrände in Sibirien begünstigt durch Rekordtemperaturen im April schon Anfang Mai und brannten im Juli ungewöhnlich hoch im Norden. Die Wald- und Buschbrände in der Arktis hatten bis Ende August 2020 schon mehr Kohlendioxid freigesetzt als im gesamten Jahr 2019.

## Kanada
In der kanadischen Provinz Alberta kam es zur höchsten Zahl an Waldbränden der letzten 40 Jahre. Im Norden der Provinz wurden 15.000 Menschen aus 20 Gemeinden aufgrund der Feuer evakuiert.

## Ursachen und Wirkung
Ursache der abnormen Wärme und Trockenheit ist ein übermäßig stark oszillierender Jetstream auf der Nordhalbkugel. Diese Verlagerung der Polarfront führt jeweils zu starkem Wärmeaustausch von den Tropen in die polaren Gebiete. Außerdem waren Juni wie Juli 2019 global die jeweils wärmsten je verzeichneten solchen Monate (der Juli zusammen mit dem von 2016; Beginn der Analysen 1980er).
Die durch die Brände freigesetzte Wärme nahe am Polarkreis beschleunigt das Auftauen von Permafrostböden. Diese speichern große Mengen gefrorene Biomasse; beim Auftauen setzen sie Treibhausgase in die Atmosphäre frei. Diese beschleunigen wiederum die globale Erwärmung. Das Ausmaß dieses „Teufelskreises“ im Bezug zum menschgemachten Klimawandel ist noch unklar.